# (30785) Greeley
(30785) Greeley (1988 PX) – planetoida z grupy przecinających orbitę Marsa okrążająca Słońce w ciągu 3,27 lat w średniej odległości 2,2 j.a. Odkryta 13 sierpnia 1988 roku.